# Robert Fein
Robert Fein (n. 9 decembrie 1907, Viena, Austro-Ungaria – d. 2 ianuarie 1975, Viena, Austria) a fost un halterofil ce a reprezentat Austria, medaliat olimpic. A participat la o ediție a Jocurilor Olimpice (1936) în care a câștigat o medalie de aur.

## Participări
Lista de mai jos prezintă principalele competiții la care a participat Robert Fein de-a lungul carierei.
- weightlifting at the 1936 Summer Olympics – men's 67.5 kg[*]